# یوکو شیویا
یوکو شیویا (انگلیسی: Yoku Shioya; ۲۴ ژوئن ۱۹۵۸ – ) بازیگر، صداپیشگی در ژاپن، و بازیگر خردسال اهل ژاپن بود. وی از سال ۱۹۶۶ میلادی تاکنون مشغول فعالیت بوده‌است.